# Mimosa longepetiolata
Mimosa longepetiolata är en ärtväxtart som beskrevs av Gustaf Oskar Andersson Malme. Mimosa longepetiolata ingår i släktet mimosor, och familjen ärtväxter. Inga underarter finns listade i Catalogue of Life.